# Кам'яниця (станція)
Кам'яни́ця — проміжна залізнична станція Ужгородської дирекції Львівської залізниці.
Розташована у селі Кам'яниця Ужгородського району Закарпатської області на лінії Самбір — Чоп між станціями Перечин (8 км) та Доманинці (8 км).

## Історія
Станцію було відкрито 1893 року у складі залізниці Ужгород — В. Березний, під такою ж назвою (до 1918 року офіційно вживався угорський варіант назви села та станції — Ókemence (Океменце)).
Електрифіковано станцію 1968 року у складі залізниці Самбір — Чоп. На станції зупиняються лише приміські електропоїзди.